# (686150) 2010 RK190
(686150) 2010 RK190 est un objet transneptunien du groupe dynamique des plutinos, de magnitude 6,01.
Son diamètre est estimé à environ 280 km, ce qui le qualifie comme un candidat au statut de planète naine.